# Vladimir Ivanovič Ščerbakov
Vladimir Ivanovič Ščerbakov (rusky; 28. ledna 1938, Moskva – 8. dubna 2004, tamtéž) byl ruský a sovětský radiotechnik, novinář, redaktor a spisovatel literatury science fiction a populárně-vědeckých knih.

## Život
Narodil se v rodině inženýra. Střední školu vychodil v obci Mjakit v Magadanské oblasti na ruském Dálném východě. Roku 1961 vystudoval radiotechniku na Moskevském energetickém institutu, pracoval jako inženýr specializující se na oblast elektronických systémů a matematické lingvistiky a vedl výzkumnou laboratoř. Roku 1965 vystudoval v Moskvě filozofii na Univerzitě marxismu-leninismu. Od roku 1976 působil jako novinář v časopise Техника – молодёжи (Technika pro mládež) a pak se stal vedoucím redakce fantastiky v nakladatelství Молодая гвардия (Mladá garda).
Debutoval v roce 1964 dvěma vědeckofantastickými povídkami Кратер (Kráter) a Возвращение Сухарева (Návrat Suchareva). Za svůj život napsal v žánru sci-fi kolem čtyřiceti povídek, několik novel a dva romány. Jeho díla se často vyznačují básnivostí, vybírá si pohádkové náměty nebo náměty ze starých bájí a dává jim nečekaný pseudovědecký výklad. Roku 1981 byl na doporučení Leonida Leonova přijat do Svazu sovětských spisovatelů.
Koncem 80. let se přestal sci-fi věnovat. Byl fascinován studiem záhad v minulosti lidstva, zejména ztraceným kontinentem Atlantidou a Etrusky. Do Turkmenistánu umístil bájné město ze severské mytologie Ásgard, domov severských bohů Ásů, a dospěl k názoru, že bohové nebyli mimozemšťané, ale příslušníci dosud neznámé vyspělé civilizace. O záhadách zmizelých civilizací napsal celou řadu populárně-vědeckých knih.
Od roku 1992 byl členem Svazu ruských spisovatelů, byl členem-korespondentem Mezinárodní akademie informatizace, roku 1998 se stal předsedou Moskevského, klubu záhad. Roku 2000 byl jedním z iniciátorů I. kongresu atlantologů Ruska. Na druhém kongresu roku 2003 získal čestný titul doktora atlantologie.

## Dílo

### Science fiction
- Красные кони (1976, Rudí koně), sbírka povídek.
- Семь стихий (1980, Sedm živlů), román, novinář ze Sovětského svazu je konfrontován s mimozemskou civilizací a zkoumá možnost získávání energie ze slunce a hvězd.
- Тень в круге (1983, Stín v kruhu), novela, zapracováno do románu Číše bouří.
- Чаша бурь (1985, Číše bouří), román, ve kterém se spisovatel Vladimír dostane díky tomu, že je z poloviny mimozemského původu, do středu konfliktu mezi dvěma skupinami mimozemšťanů: mezi potomky Etrusků a Atlantiďanů.
- Летучие зарницы (1985, Prchavé blesky), sbírka povídek.
- Далекая Атлантида (1986, Daleká Atlantida), novela
- Болид над озером (1986, Bolid nad jezerem), sbírka povídek.
- Меч короля Артура (1987, Meč krále Artuše), novela
- Третий тайм (1988, Třetí poločas), sbírka povídek.
- Шамбала светозарная (1990), novela.

### Populárně-vědecká literatura
- Всё об Атлантиде (1986, Vše o Atlantidě).
- Где жили герои эддических мифов? (1989, Kde žili hrdinové eddických mýtů)
- Где искать Атлантиду? (1990, Kde hledat Atlantidu?)
- Асгард – город богов (1991, Ásgard – město bohů).
- Встречи с Богоматерью (1993, Setkání s Matkou Boží).
- Века Трояновы (1995, Věk Trojanů).
- Тайны Эры Водолея (1996, Tajemství věku Vodnáře).
- Атланты – боги и великаны (2000, Atlanti – bohové a obři).

### Filmové scénáře
- Невидимая жизнь леса (1982, Neviditelný život v lese), ruský sovětský dokumentární film.
- Семь стихий (1985, Sedm živlů), ruský sovětský film, režie Gennadij Ivanov.

## Ocenění
Za své dílo obdržel Ščerbakov řadu ocenění:
- 1968: Cena mezinárodní soutěže mladých spisovatelů sci-fi ze socialistických zemí ve Varšavě za povídku Прямое доказательство (1968, Přímý důkaz).
- 1977: Čestný diplom a pamětní medaile Všesvazové literární soutěže Nikolaje Ostrovského za sbírku povídek Красные кони (1976, Rudí koně)
- 1984: Zvláštní cena z Mezinárodního filmového festivalu Ekofilm v Ostravě za scénář k dokumentárnímu filmu Невидимая жизнь леса (1982, Neviditelný život v lese)
- 1986: Vítěz ceny za nejlepší knihu o Moskvě a jejích obyvatelích za válečnou novelu Летучие зарницы (1985, Prchavé blesky)

## Česká vydání
Česky od autora vyšlo jen devět povídek:
- Alkův brouk (1968, Алькин жук), vyšlo v časopise Sedmička pionýrů, ročník 10, 1976/77, číslo 39, přeložil Miroslav Moravec, dále v revue Sovětská literatura 1986, číslo 6, přeložila Jiřina Tejkalová a pod názvem Míšův brouk v antologii Povídky ze Sedmičky, Mladá fronta, Praha 1993.
- Meteor (1976, Болид над озером), vyšlo v časopise Čtení 1977, číslo 8.
- Čtenář (1976, Читатель), vyšlo v antologii Výprodej kosmických snů, Lidové nakladatelství, Praha 1979, přeložil Ivo Král.
- Třetí poločas (1982, Третий тайм), vyšlo v časopise Čtení 1982, číslo 12.
- Modrý pokoj (1981, Голубая комната), vyšlo v časopise Čtení 1983, číslo 3.
- Čtyři stvoly čekanky (1982, Четыре стебля цикория), vyšlo v časopise Čtení 1983, číslo 9.
- Dovolená u moře (1982, Каникулы у моря), vyšlo v revue Sovětská literatura 1983, číslo 12, přeložila Viktória Slobodníková.
- Skotská pohádka (1976, Шотландская легенда), vyšlo v antologii Chlapík z pekla, Albatros, Praha 1986, přeložila Miroslava Genčiová.
- Návrat kosmonauta ((1966, Мы играли под твоим окном...), vyšlo v antologii Stíny minulosti, Albatros, Praha 1989, přeložila Jaroslava Bitzanová.